# 臧伯平
臧伯平（1913年6月—2005年10月4日），出生于河北省唐县，教育家，曾于1978年2月至1979年1月担任南开大学校长。

## 生平
臧伯平出生于1913年6月，曾就读于保定第二师范、北京民国大学国文系，早年即加入中国共产主义青年团，随后转为中国共产党党员。历任河北省建屏县、灵寿县县长，晋察冀边区第四专员公署、第十一专员公署专员、地委常委，石家庄市建设局局长、市政府秘书长等职。在中华人民共和国成立后，开始担任石家庄市副市长、市长，河北省建工局局长，第二机械工业部七局局长等职位。
1958年，臧伯平开始担任北京航空学院党委第二书记，1964年来到南开大学，担任副校长、党委书记。
1966年“文革”开始，十年动乱中，他受到无理的批判斗争，身心受到很大摧残，致使左眼失明，肋骨被打断三根。
后在文化大革命时期从南开大学离职。1977年复职，任天津大学校长；次年开始担任南开大学党委书记、校长。1979年6月进入教育部担任副部长。曾任中国人民政治协商会议委员。